# Megan Sweeney

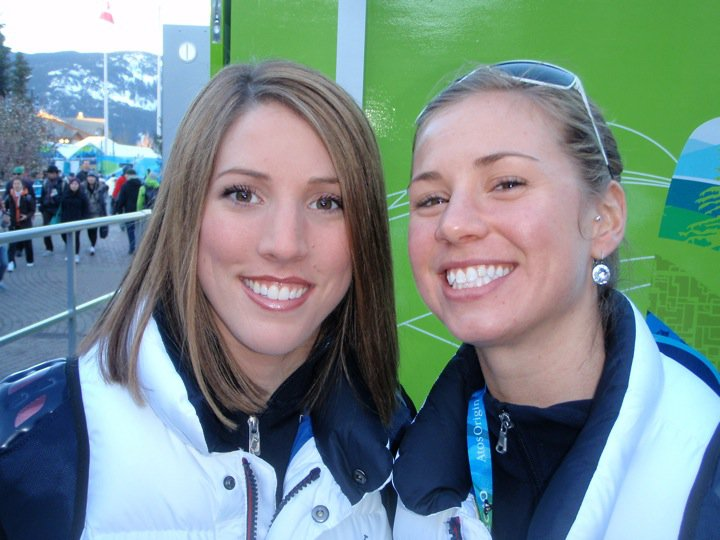
Megan Sweeney (po prawej) i Erin Hamlin na ZIO w Vancouver

Megan Sweeney (ur. 17 lutego 1987 w Portland, Maine, Stany Zjednoczone) – amerykańska saneczkarka, startująca w konkurencji jedynek.
Startowała na Igrzyskach w Vancouver. W konkurencji jedynek zajęła 22. miejsce.